# Tomalak
Tomalak is een personage uit het Star Trekuniversum, uit de televisieserie Star Trek: The Next Generation. Tomalak werd gespeeld door de Amerikaanse acteur Andreas Katsulas.
Tomalak is een officier uit het Romulaanse Rijk met de militaire rang Commander.

## Korte biografie
Tomalak was bevelhebber van het Romulaanse D'deridex-klasse ruimteschip dat in 2366 de neutrale zone tussen het Romulaanse Rijk en de Federatie binnendrong, op zoek naar het vermiste experimentele verkenningsschip Pi. Hij zat ook achter de valstrik op Nelvana III, waar door valse Romulaanse berichten het Starfleet-schip USS Enterprise in de neutrale zone werd gelokt.
In 2370 was Tomalak bevelhebber van de IRW Terix, een van de dertig Romulaanse Warbirds die langs de neutrale zone werden geposteerd als reactie op de mysterieuze anti-tijd-eruptie in het Devronsysteem, midden in de neutrale zone. Aan de andere zijde van de zone had ook Starfleet een vloot samengetrokken. Tomalak en Starfleet-kapitein Jean-Luc Picard kwamen daarop overeen om allebei een schip naar het verschijnsel te sturen. Later bleken deze gebeurtenissen in een door Q gecreëerde mogelijke toekomst plaats te vinden, met als doel te ontdekken hoezeer de mensheid was gegroeid in de zeven jaar sinds de eerste ontmoeting tussen de Federatie en Q.

## Fictieve Tomalak
Het buitenaardse wezen Barash creëerde in 2367 een fictieve versie van Tomalak op de planeet Alpha Onias III. Deze illusie was bedoeld om Starfleet-officier William T. Riker aan het eenzame wezen te binden.

## Trivia
- Tomalak verscheen in de TNG-afleveringen "The Enemy", "The Defector", "Future Imperfect" en "All Good Things...".